# Glandirana rugosa
Espèce
Synonymes
- Rana rugosa Temminck & Schlegel, 1838

Statut de conservation UICN

 LC  : Préoccupation mineure
Glandirana rugosa est une espèce d'amphibiens de la famille des Ranidae.

## Répartition
Cette espèce était originellement endémique du Japon. Elle se rencontre sur Honshū, Shikoku et Kyūshū.
Elle a été introduite à la fin du XIXe siècle à Hawaï afin de maîtriser l'expansion d'insectes introduits.

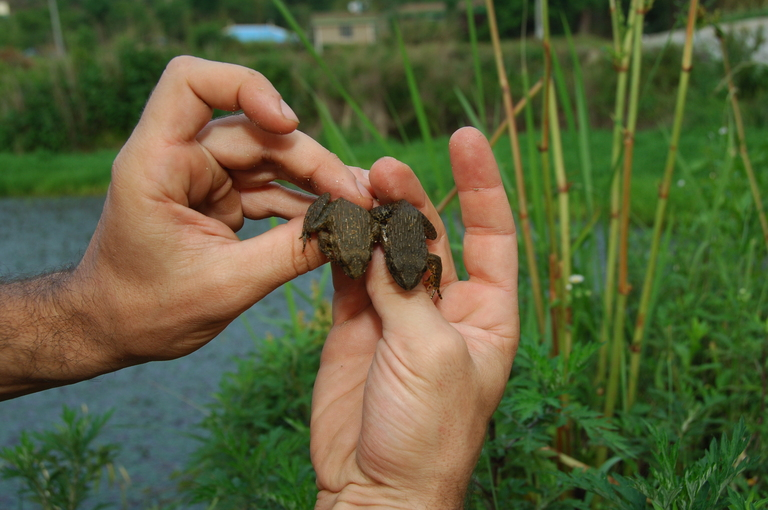

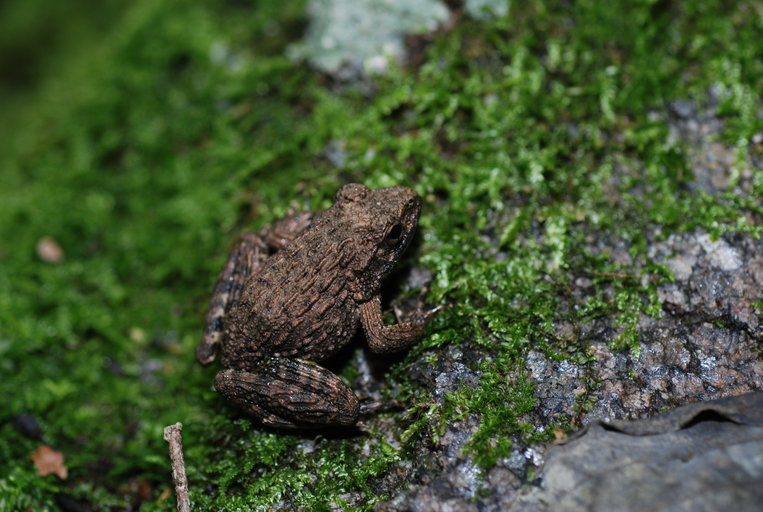

## Taxinomie
Quatre lignées génétiques ont été identifiées qui correspondent peut-être à des espèces.

## Publication originale
- Temminck & Schlegel, 1838 : Fauna Japonica sive Descriptio animalium, quae in itinere per Japonianum, jussu et auspiciis superiorum, qui summum in India Batava Imperium tenent, suscepto, annis 1823-1830 colleget, notis observationibus et adumbrationibus illustratis, vol. 3 (Chelonia, Ophidia, Sauria, Batrachia). Leiden: J. G. Lalau.